# حسن قاضی طباطبایی
سید حسن قاضی طباطبایی (تیر ماه ۱۲۹۵، تبریز - ۱۸ اسفند ۱۳۶۴، تهران)، مورخ و مصحح ایرانی و استاد دانشگاه تبریز بود.

## نسب
وی از نوادگان عبدالوهاب تبریزی که نسب وی هم به حسن مثنی ابن حسن مجتبی می‌رسد.

## زندگی
حسن قاضی طباطبایی از ۱۳۳۴ ش متصدی کرسی زبان عربی در دانشکدهٔ ادبیات تبریز شد. تسلط وی به تاریخ و فرهنگ ایران و اسلام زبانزد اکثر دانشگاهیان بود. از وی مقالات بسیاری در نشریه‌های کتابخانهٔ ملی تبریز و دانشکدهٔ ادبیات تبریز به چاپ رسیده که از آن جمله: «به یاد مرحوم سید هادی سینا»؛ «کتاب و اهمیت آن در جامعهٔ امروزی»؛ «محضر و محضرهای تاریخی»؛ «داستان یک مناظرهٔ ادبی»؛ «اشتباهات تاریخی تجارب السف»؛ «خاطراتی چند از استاد عبدالرسول خیامپور»؛ «حکم استیناف ضیاءالعلماء» را می‌توان نام برد.
وی بیش از چهل سال به تدریس در دبیرستان‌ها و دانشگاه تبریز مشغول بود و مقالات تحقیقی و انتقادی وی در نشریهٔ «دانشکدهٔ ادبیات تبریز» و «کتابخانهٔ ملی تبریز» چاپ می‌شد. از جمله آثار اوست: تعلیقات و حواشی تجارب السلف (۱۳۵۱) و تجربة الاحرار و تسلیة الابرار (اثر عبدالرزاق بیک دنبلی در دو جلد، ۱۳۴۹ و ۱۳۵۰).
وی سرانجام در ۱۸ اسفند سال ۱۳۶۴ شمسی درگذشت. با درگذشتِ استاد، جامعه دانشگاهیِ تبریز یکی از استادان کلیدیِ خود را از دست داد.